# 夢仙奴
夢仙奴（英語：Moschino，義大利語發音：[moˈskiːno]) ，又譯莫斯基诺，是意大利的奢侈品牌，1983年由弗兰科·莫斯基诺創立。 Moschino和他的时装品牌因其创新的、多彩的（有时是古怪的）设计、对仙女的喜爱、对时装业的批评和在90年代初的社会意识运动而闻名。

## 歷史

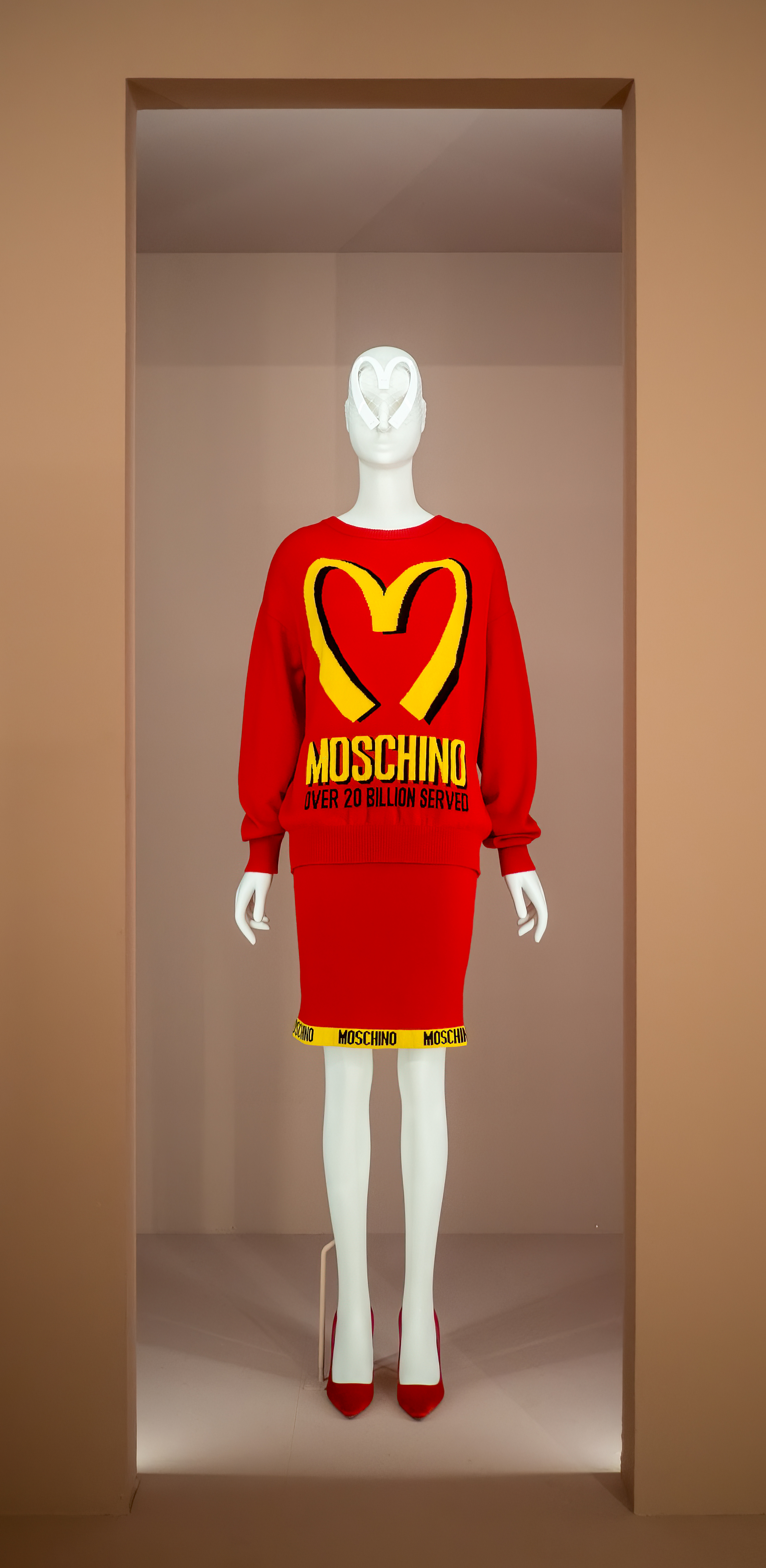
2014年大都會藝術博物館的展出

該公司在1983年由弗兰科·莫斯基诺（1950-1994）創立。他去世後，助手罗赛拉·嘉蒂妮接任創意總監直至2013年。
2006年，它為2006年冬奧會設計開幕式服裝。

## 外部連接
- 官方網站 （页面存档备份，存于）